# Asbjørn Joensen
Asbjørn Joensen (født 11. juli 1927 i Skálavík, død 21. oktober 1993) var en færøsk politiker (SF), tekniker og skolemand. Han var uddannet maskinmester fra 1951 og ingeniør fra 1959. Han var direktør (rektor) ved den tekniske skole i Klaksvík fra 1966 til 1991. 

## Politisk karriere
Joensen var kommunalbestyrelsesmedlem i Klaksvíkar kommuna fra 1966 til 1980 og borgmester fra 1966-68. Han var formand for Føroya Kommunufelag fra 1966 til 1972. Joensen var kommunal-, kultur- og skoleminister fra 1972 til 1975. Han repræsenterede Sjálvstýrisflokkurin i Lagtinget fra 1974 til 1988, og på ny fra 1990 til sin død, begge gange indvalgt for Norðoyar. Karl Heri Joensen mødte i hans sted resten af valgperioden.